# Hôtel de Bohan

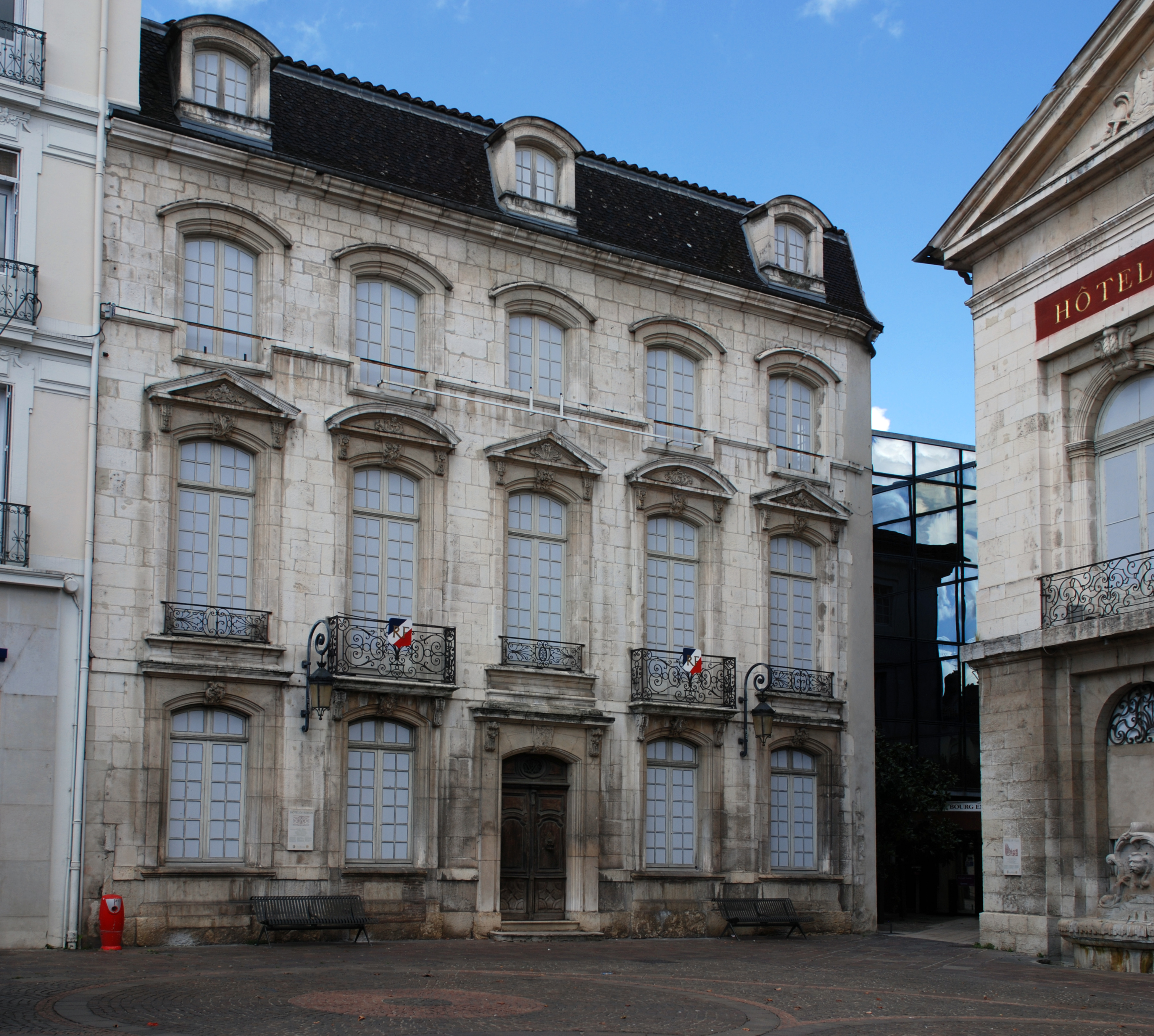
Hôtel de Bohan

Das Hôtel de Bohan ist ein Hôtel particulier, also ein profanes Stadtpalais am Place de l’Hôtel-de-Ville in Bourg-en-Bresse in Frankreich.

## Lage
Das helle Haus aus Naturstein befindet sich prominent unmittelbar neben dem Rathaus und beherbergt heute verschiedene Büros der Stadtverwaltung. Das Hôtel de Bohan steht am westlichen Ende der nur etwa 120 Meter langen Rue Notre Dame, an dessen östlichem Ende die Kathedrale Notre-Dame-de l’Annonciation de Bourg-en-Bresse liegt. Das Haus ist an seiner Südseite mit dem Nachbarhaus baulich verbunden. Auf seiner Rückseite im Westen wurde es später erweitert, die beiden anderen Wände stehen frei zum öffentlichen Platz. Die Grund- und Außenmauern sowie der Dachstuhl stehen seit 1943 unter Denkmalschutz.

## Geschichte
Der zweieinhalb-stöckige Bau mit Mansardendach wurde 1730, also gut 30 Jahre vor dem Bau des Rathauses, errichtet und gehörte im 18. Jahrhundert einer Familie von Kavallerie-Offizieren. Bauherren waren Claude-Marie Loubat de Bohan (1714–1792), «Lieutenant pour le roi au gouvernement de la ville de Bourg-en-Bresse», und seine Frau Marie-Françoise-Charlotte de Saint-Germain.
Das fünfachsige, zentral gespiegelte Bauwerk mit seinem zentralen Portal ist auf seiner Frontseite reich geschmückt. Zwischen dem Erdgeschoss und der ersten Etage sind schmiedeeiserne Gitter die wichtigen Gliederungsbestandteile, während ein Stockwerk höher die oberhalb der Kämpfer angeordneten, tympanon-artigen oberen Fensterabschlüsse alternierend halbrund oder spitz ausgearbeitet sind. Besonders ungewöhnlich ist das Gesims, dessen Höhe sich bei den vier Fenstern zu einer Fensterbank geriert, außer bei der Mittelachse des Bauwerkes.